# Holstenshuus
Holstenshuus er en gammel hovedgård, som blev kaldt Findstrup og nævnes første gang i 1314. Navnet Holstenshuus er fra 1723. Gården ligger i Diernæs Sogn, Sallinge Herred, Faaborg-Midtfyn Kommune.
Gården hed oprindeligt Findstrup, og godset er udsprunget af den nu forsvundne landsby Findstrup, hvoraf kun et par huse samt Fyns eneste kirkeruin er tilbage. Den tilhørte 1314 Gotskalk Litle, en af de fredløse. Senere ejedes den af slægten Venstermand, og 1636 gik den ved køb over til den fra Frederik III's historie bekendte gehejmeråd Jørgen Schult. Hans søns enke, f. Gabel, solgte den 1707 til oberstløjtnant Christian Adolph Holsten, hvis broder Godske Ditlev Holsten til Langesø 1710 arvede Findstrup og som 1723 af denne gård oprettede Stamhuset Holstenshus (1742 kom Langesø til), der atter i 1779 af Adam Christopher Holsten oprettedes til et lensbaroni, Baroniet Holstenshus, som 1828 forøgedes ved indlemmelsen af Nakkebølle.
Holstenshuus, hvis ene fløj var opført 1579 af Knud Venstermand i bindingsværk, med 2 eller 3 fløje og rødt tegltag, medens de to andre skyldtes Jørgen Schult (1643) og var i grundmur, blev ombygget 1863-1868 af arkitekt H.A.W. Haugsted. Ved ombygningen nedreves de 2 bindingsværksfløje, der var meget faldefærdige, mens den grundmurede nordfløj blev bevaret og tilføjet to mindre kamtakkede fløje mod øst og vest. Derved åbnedes bygningen mod syd i stedet for som tidligere mod øst. Huset blev atter ombygget 1889 af Martin Borch, der gav det sit nuværend udseende. Efter at være nedbrændt 30. december 1908, hvorved kun de tykke ydermure og kældrene fra 1644 forblev intakte, blev Holstenshuus genopført med visse ændringer i 1910 ved arkitekt, kgl. bygningsinspektør Vilhelm Petersen.
Holstenshuus' hovedbygning blev fredet i 1990.
Parken omkring slottet er baseret på et rokokoanlæg fra 1753 tegnet af Georg Dietrich Tschierske, der også har udformet hovedbygningerne på Langesø, Lundsgård, Juelsberg samt pavillionen på Valdemars Slot. Anlægget er siden blevet ændret og udvidet i landskabelig stil. Men stadig er store dele af parken præget af rokokoanlæggets lige alleer og akser. Parken er på 12 hektar. Holstenshuus Gods er på 856 hektar.

## Ejere af Holstenshuus
- (1314-1330) Gotskalk Litle
- (1330-1350) Anders Jensen Passow
- (1350-1480) Slægten Passow
- (1480-1500) Alhed Urne gift Venstermand
- (1500-1551) Jørgen Mogensen Venstermand
- (1551-1609) Knud Jørgensen Venstermand
- (1609-1618) Kirsten Knudsdatter Venstermand gift Grubbe
- (1618-1620) Jørgen Grubbe
- (1620) Frederik von Rantzau
- (1620-1636) Mogens Gyldenstierne
- (1636-1652) Jørgen Schult
- (1652-1684) Anna Margrethe von Götzen gift Schult
- (1684-1704) Diderik Jørgensen Schult
- (1704-1707) Ermegaard Sophie Christoffersdatter Gabel gift Schult
- (1707-1710) Christian Adolph von Holsten
- (1710-1745) Godske Ditlev von Holsten (bror)
- (1745-1801) Adam Christopher von Holsten (søn)
- (1801-1825) Ditlev von Holsten (søn)
- (1825-1849) Hans Holsten (bror)
- (1849-1879) Adam Christopher Holsten-Charisius (søn)
- (1879-1906) Sophie Magdalene Holsten gift Berner (datter)
- (1906-1927) Adam Christopher Berner-Schilden-Holsten (søn)
- (1927-1928) Hans Heinrich Adam Berner-Schilden-Holsten (søn) / Jørgen Alexander Adam Berner (bror) / Ebbe Helmuth Adam Berner (bror)
- (1928-1950) Hans Heinrich Adam Berner-Schilden-Holsten / Jørgen Alexander Adam Berner
- (1950-1962) Jørgen Alexander Adam Berner
- (1962-1990) Gustav Alexander Berner (søn)
- (1990-2000) Gustav Alexander Berner / Ditlev Alexander Berner (søn)
- (2000-) Ditlev Alexander Berner